# Propretor
El propretor (en llatí pro praetore) era una magistratura a l'antiga Roma. Tal com passava amb els procònsols, era en principi una delegació del poder del pretor només en els llocs on estava legalment permesa, és a dir, fora de la ciutat de Roma. Normalment més que una delegació de poder, era una pròrroga del càrrec que havia tingut anteriorment el pretor (prorrogatio). El càrrec de propretor sembla que era més antic que el de procònsol.
El títol de propretor es donava en els seus inicis als que tenien comandament a l'exèrcit en virtut de l'imperium. El concepte de propretor com a cap de l'exèrcit per delegació no va desaparèixer mai, i així, quan el comandament militar s'havia de donar a algú que no havia exercit mai una magistratura, o alguna de menor, se li donava el títol de pro praetore. Marc Antoni, només tribú, va rebre de Juli Cèsar el títol de propretor quan va assumir el comandament d'Itàlia, i August, que no havia ocupat cap magistratura, es va fer nomenar propretor pel senat per poder dirigir els exèrcits contra Marc Antoni.
La propretura com a càrrec permanent es va originar per les necessitats de tenir governs provincials estables. Quan el nombre de províncies romanes va sobrepassar les quatre províncies originals, s'anomenaven pretors per a governar-les, i es prorrogaven els mandats del pretors per a aquest govern. Més endavant, els cònsols van assumir el govern de les províncies, i els propretors governaven només allà on no eren necessàries gaires forces militars. Quan assumien el càrrec, els propretors celebraven les mateixes cerimònies que quan eren investits per l'imperium, especialment les cerimònies religioses i la presa d'auspicis, i havien de seguir les prescripcions de la Lex curiata (les lleis romanes que eren votades pels comicis a les cúries).
Un pretor tenia doncs un mandat biennal, el primer com a pretor pròpiament dit i el segon com a propretor governador d'una província. Aquesta forma de comandament va ser reconeguda per primera vegada per la llei Cornelia de provinciis ordinandis establerta per Sul·la. L'any 52 aC un senatusconsultum va establir que un pretor no podia ocupar el càrrec de propretor en una província fins a cinc anys després d'haver cessat en el càrrec anterior.
Sota l'Imperi es van dividir les províncies en senatorials i imperials. Les províncies militars es van donar als propretors, que portaven el títol de governadors, i les no militars les comandava un procònsol, acompanyat sempre d'un legati pro consulis pro praetore, un legat del procònsol amb el títol de propretor.Aquest càrrec també s'anomenava senzillament propretor. Les províncies importants, com ara la d'Àsia, que sempre estaven governades per procònsols, tenien tres legats propretors, i d'altres de menys nivell, com la Bètica, només en tenien un. Els procònsols els triaven, i havien de tenir l'aprovació de l'emperador.